# Фелінонімія
Фелінонімія (від лат. felis — кішка і від грец. ὄνομα — ім'я, назва) — наука, що вивчає назви котів (кішок), їхнє походження, смислове значення, розвиток, сучасний стан тощо. Фелінонімія є інтегральною науковою дисципліною, яка розташована на стику двох наук і використовує дані з двох областей знань цих наук: фелінології та лінгвістики.
Фелінонімія (інакше феліноніміка, фелінонімікон) — галузь ономастики, розділу зоонімії, що вивчає феліноніми (клички котів).

## Предмет фелінонімії
У широкому значенні:
- походження кличок;
- розвиток кличок у діахронії та синхронії;
- сучасний стан;
- соціальний характер;
- інтернаціональний характер;
- національний колорит.

У вузькому значенні:
- особливість утворення фелінонімів;
- номінативні процеси у сфері кличок котів: мотиви, способи та принципи номінації;
- шляхи переходу інших підкласів зоонімії у фелінонімію і навпаки[2].

## Розвиток фелінонімії
Початком формування окремої галузі, яка розпочинає активно займатися вивченням домашніх котів, можна назвати середину XIX ст., коли створюються чисельні клуби любителів котів, зокрема перший з таких клубів «National Cat Club» був створений у Великій Британії в липні 1887 року. Після утвердження науки фелінології, з середині ХХ ст. виникає потреба у вирішенні низки важливих питань: генетики, анатомії, фізіології, розведенні та догляді за домашніми улюбленцями. Як зазначають автори книги «Генетика кошки» П.М. Бородін, О.О. Рувінський, першою зареєстрованою кличкою в Племенній книзі кішки була Красуня Бредфорда. 
По всій Західній Європі створюються численні фелінологічні клуби. Виникає потреба у називанні котів і кішок. Фелінонімія починає виокремлюватися як окрема галузь ономастики вже на початку ХХІ століття. До цього в наукових працях на позначення кличок котів і кішок часто вживався загальний видовий термін «зоонім».
Але ще з 1960-х років почалося фрагментарне наукове дослідження українських фелінонімів. У працях відомих українських мовознавців, таких як Павла Чучки, Юрія Карпенка, Михайла Сюська — вперше згадуються клички котів і кішок, інколи трапляється термін «фелінонім».

## Традиційні українські кличкикотиків(самець)
- Ко́цький, Му́рчик, Гультя́й, Левко́, Мазу́н, Ру́дик, Сіри́й, Си́вий Сніжо́к, Малю́к

## Традиційні українські кличкикицьок(самиця)
- Ко́цька, Ма́ня, Ма́нька, Ли́пка, Ли́са, Ряба́, Си́ва